# Alfons Kaps
Alfons Kaps (* 3. April 1901 in Neustadt i. Ob. Schles.; † 1. März 1943) war ein deutscher Kommunist und  Widerstandskämpfer gegen das NS-Regime.
Alfons Kaps erlernte nach dem Besuch der Mittelschule im heutigen Wuppertal den Beruf des Kellners. 1923 wurde er Mitglied der KPD und nach der „Machtergreifung“ durch die Nationalsozialisten Leiter einer illegalen Zelle in Wuppertal-Süd. 1934 emigrierte er in die Niederlande und wurde dort von der Roten Hilfe unterstützt. Ab 1937 arbeitete er mit der Gruppe um Wilhelm Knöchel und Willi Seng zusammen, die eine Widerstandsgruppe im Ruhrgebiet aufzubauen versuchten. Kaps stellte Flugschriften her, darunter die Untergrundzeitschrift unter dem Leitmotiv „Frieden Freiheit Fortschritt“ (F-Aktion), verteilte Flugblätter und andere kommunistische Zeitungen.
Im Januar 1941 ging Kaps zur Reorganisation der KPD ins Ruhrgebiet. Am 12. Januar 1943 wurde Alfons Kaps in Düsseldorf nach einer Denunziation verhaftet. Unter Folter  verriet er Willi Seng, der am 20. Januar 1943 verhaftet wurde. Nach der Anklageerhebung nahm sich Kaps im März 1943 das Leben.
Auch die Brüder von Alfons Kaps, Alois und Paul, waren im Widerstand gegen das NS-Regime aktiv und wurden ebenfalls verhaftet. Alois Kaps starb nach seiner Inhaftierung am 25. Januar 1943 unter ungeklärten Umständen. Paul Kaps wurde am 5. Januar 1945 in Dortmund hingerichtet, ebenso der Mann der Nichte von Alfons Kaps, Ludwig Hinrichs, im September 1944.